# Anita Stapsová
Anita Stapsová (* 5. dubna 1961 Tilburg, Nizozemsko) je bývalá reprezentantka Nizozemska v judu.

## Sportovní kariéra
S judem začala v osmi letech pod vedením Petra Oomse v Tilburgu. Je první nizozemskou držitelkou titulu mistryně světa v judu. Po celou svojí sportovní kariéru bojovala především s váhou a jak se později ukázalo i se svým trenérem. V roce 1996 jej ještě s několika judistkami obvinila ze sexuálního obtěžování během svého působení v reprezentaci. Sportovní kariéru ukončila v roce 1987. Několik let pracovala jako fyzioterapeutka.

## Výsledky
| Turnaj             | 1979          | 1980          | 1981          | 1982         | 1983         | 1984         | 1985         | 1986         |
| Turnaj             | 18            | 19            | 20            | 21           | 22           | 23           | 24           | 25           |
| Turnaj             | polostřední v | polostřední v | polostřední v | střední váha | střední váha | střední váha | střední váha | střední váha |
| ------------------ | ------------- | ------------- | ------------- | ------------ | ------------ | ------------ | ------------ | ------------ |
| Mistrovství světa  |               | 1.            |               | 3.           |              | 3.           |              | 3.           |
| Mistrovství Evropy | úč.           | ?             | ?             | úč.          | —            | ?            | 5.           | 7.           |